# 王鉴 (晋朝)
王鑒（?—?），字茂高，晉朝堂邑人。御史中丞王濬之子。王鑒曾任琅邪國侍郎。杜弢發動叛亂後，王鑒上表勸司馬睿親自領兵討伐，司馬睿看了王鑒的上表後決定親自出征，不過最終在司馬睿在出征之前杜弢被成功鎮壓。
司馬睿稱帝後，任命王鑒為駙馬都尉、奉朝請，外任永興令。大將軍王敦邀請其擔任自己的記室參軍，還沒來得及上任王鑒就去世，時年四十一。
後人根據其作品輯有《王鉴集》五卷。

## 延伸阅读
[在维基数据编辑]
 在维基文库阅读此作者作品
 《晉書/卷071》，出自房玄齡《晉書》